# Brian Hord
Brian Hord (n. 20 iunie 1934 – d. 30 august 2015) a fost un om politic britanic, membru al Parlamentului European în perioada 1979-1984 din partea Regatului Unit.
1. ↑  Deputații în Parlamentul European